# Gasterophilus haemorrhoidalis
Gasterophilus haemorrhoidalis es una especie de mosca parásita del género Gasterophilus, familia Oestridae, que pone huevos en los labios y alrededor de la boca de los caballos, mulas y burros.
En los équidos, las larvas del tercer estadio se adhieren al estómago, pero también en el recto, a veces en grandes cantidades. Una infestación intensa puede provocar prolapso anal en potros y mulas.
No parasitan a los humanos.